# Parti national unifié
Le Parti national unifié (National United Party) est un parti politique ni-Vanuatu.

## Historique
Il fut fondé en 1991 par Walter Lini, premier ministre sortant, fondateur et dirigeant du Vanua'aku Pati. Évincé de la direction de ce dernier, Lini et ses fidèles créèrent le Parti national unifié. Le nouveau parti ressemblait de très près au Vanua'aku Pati, étant principalement anglophone et adoptant les idéaux du socialisme mélanésien, théorisé par Lini. À l'instar du Vanua'aku Pati, il exprima également un soutien actif envers les mouvements anti-coloniaux, particulièrement dans les territoires d'outre-mer de la France en Océanie. Il conserve à ce jour ce volet de sa politique étrangère, mais a renoncé à l'essentiel de ses doctrines socialistes.
Il remporta dix sièges (sur cinquante-deux) aux élections législatives de 1991, soit autant que le Vanua'aku Pati, s'imposant ainsi comme l'un des trois grands partis du pays. Jusque lors, le Vanuatu avait connu une situation de bipartisme, avec un gouvernement aux mains du Vanua'aku Pati, et l'Union des Partis modérés (francophone et conservatrice) comme seule force d'opposition. Au cours de la décennie 1990, les trois grands partis allaient gouverner deux par deux dans des coalitions alternantes. Dirigé par le très riche homme d'affaires Dinh Van Than, proche de Walter Lini, de 1999 à 2003, le parti est ainsi la principale force du gouvernement de coalition de Barak Sopé de 1999 à 2001,.
Le Parti national unifié arrive en tête lors des élections de 2004, et son dirigeant Ham Lini (frère de Walter) est premier ministre de 2004 à 2008,.

## Programme
Le programme du parti lors de la campagne pour les élections de 2008 s'appuya sur les points suivants : 
- économie : accroître l'investissement dans la production industrielle ; consacrer des départements du gouvernement à la politique industrielle, à la consommation et aux relations commerciales avec l'étranger ; finaliser l'accession du pays à l'Organisation mondiale du commerce ; signer l'Accord de Partenariat économique avec l'Union européenne, et l'Accord de Rapprochement économique des Pays du Pacifique ; garantir l'accès de tous aux services de soin et d'éducation, condition nécessaire au développement ; promouvoir le Vanuatu à l'étranger comme destination touristique ; créer un conseil commercial autochtone, pour faciliter la participation des autochtones aux activités économiques ; faciliter le commerce entre les îles ; faire en sorte que des services banquiers soient établis sur toutes les îles ; « renforcer le rôle des chefs, des églises, des femmes et des jeunes dans le processus de développement » ; « renforcer la compétitivité du Vanuatu en tant que paradis fiscal » ; réduire les charges des entreprises, dans un but de compétitivité ; établir au gouvernement un département des technologies de l'information et de la communication
- éducation : viser, à l'horizon 2020, l'entrée de 10 % des jeunes dans l'éducation tertiaire ; garantir un meilleur accès à l'emploi, afin que tous puissent payer les frais de scolarité de leurs enfants ; exiger des écoles qu'elles enseignent « les principes et les valeurs de la coutume et du christianisme »
- transports : améliorer l'infrastructure des transports (routiers, aériens et maritimes)
- sécurité : séparer la Force mobile du Vanuatu (paramilitaire) des forces de police
- politique : accorder un droit de vote au Parlement au président du Malvatumari (conseil national des chefs), à la présidente du Conseil national des Femmes, au président du Conseil national de la Jeunesse, au président de chaque conseil de gouvernement provincial, et au président du Conseil des Églises du Vanuatu
- politique étrangère : soutenir les mouvements indépendantistes en Papouasie occidentale, en Nouvelle-Calédonie, à Tahiti et à Wallis et Futuna ; continuer à reconnaître la politique d'une seule Chine ; établir des ambassades en Nouvelle-Calédonie et en Australie
- autres : faire de Norsup, Lénakel, Saratamata et Sola des « centres urbains ».

## Représentation au Parlement
| Élection | Sièges  |
| -------- | ------- |
| 1991     | 10 / 46 |
| 1995     | 9 / 50  |
| 1998     | 11 / 52 |
| 2002     | 8 / 52  |
| 2004     | 10 / 52 |
| 2008     | 8 / 52  |
| 2012     | 4 / 52  |
| 2016     | 4 / 52  |
| 2020     | 4 / 52  |